# Cassait
Cassait (Casait, Kasait) ist ein osttimoresischer Ort im Suco Ulmera (Verwaltungsamt Bazartete, Gemeinde Liquiçá).

## Geographie und Einrichtungen
Der Ort liegt an der Küste der Straße von Ombai mit dem Westteil in der Aldeia Mane-Mori und mit dem Osten in der Aldeia Tetsari. Durch den Norden führt die Überlandstraße von Dili nach Liquiçá. Westlich schließt sich der Ort Besite an. Nach Süden führt eine Straße nach Neran.
In Cassait befinden sich die jesuitischen Grundschule und Colégio de Santo Inácio de Loiola sowie das Instituto São João de Brito (ISJB).